# Cournonsec
Cournonsec este o comună în departamentul Hérault din sudul Franței. În 2009 avea o populație de 2.199 de locuitori.

## Evoluția populației
| An        | 1975 | 1982 | 1990  | 1999  | 2006  | 2009  |
| --------- | ---- | ---- | ----- | ----- | ----- | ----- |
| Populație | 603  | 856  | 1.122 | 1.964 | 2.101 | 2.199 |